# Wereldkampioenschap voetbal 2006 (Groep F) Kroatië - Australië
Deze pagina is een subpagina van het artikel Wereldkampioenschap voetbal 2006. Hierin wordt de wedstrijd in de groepsfase in groep F tussen Kroatië en Australië gespeeld op 22 juni 2006 nader uitgelicht.

## Voorbeschouwing
- De wedstrijd tussen Kroatië en Australië wordt een bijzondere. Er zijn zes Australische spelers met Kroatisch bloed, waaronder Viduka en Culina. Bij Kroatië zijn er een aantal spelers die in Australië opgroeiden zoals Simunic.
- Hiddink heeft een verrassende wijziging doorgevoerd in zijn Australische team. Hij passeerde doelman Schwarzer voor Kalac.
- Australië is met een zege door naar de volgende ronde. Zelfs een gelijkspel kan voor de Socceroos voldoende zijn, maar dan moet Japan niet winnen van Brazilië. Kroatië is bij een zege afhankelijk van het resultaat van Japan.

## Wedstrijdgegevens
| Datum                | 22 juni 2006                        | 22 juni 2006                        |
| Stadion              | Gottlieb-Daimler-Stadion, Stuttgart | Gottlieb-Daimler-Stadion, Stuttgart |
| Toeschouwers         | 52.000                              | 52.000                              |
| Scheidsrechter       | Graham Poll                         | Graham Poll                         |
| Assistenten          | Philip Sharp Glenn Turner           | Philip Sharp Glenn Turner           |
| Vierde man           | Kevin Stott                         | Kevin Stott                         |
| Man van de wedstrijd | Harry Kewell                        | Harry Kewell                        |
|                      | Kroatië                             | Australië                           |
| Doelpunten           | 1                                   | 1                                   |
| Gele kaarten         | 6                                   | 2                                   |
| Rode kaarten         | 2                                   | 1                                   |
| Wissels              | 3                                   | 3                                   |
| Schoten op doel      | 6                                   | 10                                  |
| Schoten naast doel   | 5                                   | 5                                   |
| Overtredingen        | 20                                  | 24                                  |
| Hoekschoppen         | 4                                   | 9                                   |
| Buitenspel           | 2                                   | 1                                   |
| Strafschoppen        | 0                                   | 1                                   |
| Balbezit (tijd)      | 00'00"                              | 00'00"                              |
| Balbezit (%)         | 47%                                 | 53%                                 |

| Kroatië | 2 – 2           | Australië |
| Darijo Srna 2' Niko Kovač 57' | goals (assists) | 38' (pen.) Craig Moore 79' Kewell |
| Zlatko Kranjčar | bondscoach      | Guus Hiddink |
| Stipe Pletikosa Josip Simunic Dario Šimić Niko Kovač Stjepan Tomas 83' Darijo Srna Igor Tudor Marko Babic Niko Kranjčar 65' Ivica Olić 74' Dado Pršo | opstellingen    | Željko Kalac Lucas Neill Craig Moore 75' Scott Chipperfield Tim Cahill Jason Čulina Brett Emerton 63' Vince Grella 71' Mile Sterjovski Harry Kewell Mark Viduka |
| Jerko Leko 65' Luka Modrić 74' Ivan Klasnić 83' | wissels         | 63' John Aloisi 71' Marco Bresciano 75' Joshua Kennedy |
| Igor Tudor Stipe Pletikosa | gele kaarten    | |
| 85' Dario Šimić (2 keer geel) 94' Josip Simunic (3 keer geel*)                                                                                       | rode kaarten    | 87' Brett Emerton (2 keer geel) |

* Bij de tweede geel vergat scheidsrechter Graham Poll hem rood te geven. Vlak voor het einde van de wedstrijd kreeg hij een derde geel en nu wel rood

## Nabeschouwing
- Australië is door naar de tweede ronde. Guus Hiddink is alweer doorgekomen met een voorafgeziene out-sider.

## Overzicht van wedstrijden
| Groepswedstrijden | | | |
| Groep A | Groep B | Groep C | Groep D |
| Duitsland - Costa Rica Polen - Ecuador Duitsland - Polen Ecuador - Costa Rica Ecuador - Duitsland Costa Rica - Polen             | Engeland - Paraguay Trinidad en Tobago - Zweden Engeland - Trinidad en Tobago Zweden - Paraguay Zweden - Engeland Paraguay - Trinidad en Tobago | Argentinië - Ivoorkust Servië en Montenegro - Nederland Argentinië - Servië en Montenegro Nederland - Ivoorkust Nederland - Argentinië Ivoorkust - Servië en Montenegro | Mexico - Iran Angola - Portugal Mexico - Angola Portugal - Iran Portugal - Mexico Iran - Angola                               |
| Groep E | Groep F | Groep G | Groep H |
| Italië - Ghana Verenigde Staten - Tsjechië Italië - Verenigde Staten Tsjechië - Ghana Tsjechië - Italië Ghana - Verenigde Staten | Australië - Japan Brazilië - Kroatië Brazilië - Australië Japan - Kroatië Japan - Brazilië Kroatië - Australië                                  | Frankrijk - Zwitserland Zuid-Korea - Togo Frankrijk - Zuid-Korea Togo - Zwitserland Togo - Frankrijk Zwitserland - Zuid-Korea                                           | Spanje - Oekraïne Tunesië - Saoedi-Arabië Spanje - Tunesië Saoedi-Arabië - Oekraïne Saoedi-Arabië - Spanje Oekraïne - Tunesië |
| Achtste finales | | | |
| Duitsland - Zweden Argentinië - Mexico                                                                                           | Italië - Australië Zwitserland - Oekraïne | Engeland - Ecuador Portugal - Nederland | Brazilië - Ghana Spanje - Frankrijk                                                                                           |
| Kwartfinales | | | |
| Duitsland - Argentinië | Italië - Oekraïne | Engeland - Portugal | Brazilië - Frankrijk |
| Halve finales | | | |
| Duitsland - Italië | Duitsland - Italië | Portugal - Frankrijk | Portugal - Frankrijk |
| Troostfinale | | | |
| Duitsland - Portugal | | | |
| Finale | | | |
| Italië - Frankrijk | | | |